# Verkiai palads
Verkiai palads (litauisk: Verkių rūmai) er et 1700-tals nyklassicistisk palads i Verkiai, Vilnius, Litauen.

## Historie
Indtil udgangen af 1300-tallet var området storfyrsterne af Litauens ejendom. Der var en træherregård allerede i 1200-tallet. I 1387 donerede Liauen storfyrste Jogaila padset til Vilnius biskop i anledningen af kristningen af Litauen. Verkiai var permanent sommerresidens for biskopperne indtil slutningen af 1700-tallet.
Verkiai palads blev almindeligt kendt efter biskop Ignacy Jakub Massalski overtog det i 1780. Han hyrede to berømte arkitekter, Marcin Knackfus og Laurynas Gucevičius, til at genopbygge slottet i nyklassicistisk stil. Grundplanen og driftbygningerne blev tegnet af Marcin Knackfus. Hovedbygningen, staldene og flere andre bygninger blev tegnet af Gucevičius. Paladset blev kaldt "Vilnius' Versailles". Paladset havde et lille teater, stort bibliotek, og en lille pistolmuseum og var omgivet af en park.
Slottet blev alvorligt beskadiget under Napoleons invasion af Rusland. Efterfølgende blev hovedbygningen revet ned på ordre fra en ny ejer, prins Ludwig Wittgenstein, der har købt Verkiai i 1839. Han beordrede også omstrukturering af de øvrige bygninger og den østlige fløj, godskontoret, blev indrettet som hovedbygning 1840'erne. De første kendte fotografier fra Litauen blev taget i 1839, da Karol Podczaszyński lavede en daguerreotypi af slottet, mens det lø i ruiner. Billederne har ikke overlevet.